# Peugeot 207
Peugeot 207 je gradski automobil francuskog proizvođača Peugeota. Ovaj model u Europi se proizvodio od 2006. do 2012. godine. Predstavljen je u siječnju 2006. godine kao nasljednik popularnog modela 206, a prodaja je započela u travnju iste godine. Nasljednik Peugeota 207 je model 208.
Peugeot 207 na europskim je tržištima bio dostupan u četiri karoserijske inačice - kao hatchback s tri ili pet vrata, karavan (207 SW) i kupe-kabriolet (207 CC). Model 207 CC na tržištu se pojavio 2007. godine.
Automobil je dug 4.030 m (20 cm duži od Peugeot 206), širok 1.720 m i visok 1.472 m. Prednja maska 207-ice obogaćena je naglašenim usisnikom zraka te zaoštrenim, tehnološki unaprijeđenim farovima duljine gotovo 80 cm.  Jasnu distinkciju između izvedbi izvedbi daju maglenke, "klasične" u donjem dijelu odbojnika, odnosno "sportske" obrubljene kromom. 
Obzirom na testiranja i ocjene od strane EuroNcap-a, Peugeot 207 spada u najsigurnije modele na tržištu. Bazne izvedbe opremljene su ABS-om i setom zračnih jastuka, a 207 je jedan od prvih automobila za koje se može reći da je razvijen u skladu s propisima nove europske regulative vezane za zaštitu pješaka u slučaju udara vozila. U prednjem dijelu automobila integriran je dvostruki sustav koji ograničava posljedice naleta na pješaka te olakšava popravak vozila. Zaštitu od sudara upotpunjavaju i umetak koji ograničava pomicanje sklopa motora prema putničkom prostoru i stup upravljača s hodom od 70 milimetara. U slučaju sudara aktivni oslonac za noge povlači se čuvajući kut zgloba te sprječavajući na taj način teže ozljede. Isto tako, noge suputnika naslonjene su na oslonac čiji je nagib specifično određen, kako bi se izbjegle posljedice naglog trzaja. Zaštita protiv bočnih udara osigurana je koncepcijom armature karoserije koja apsorbira energiju udarca i čuva životni prostor putnika.
ESP sustav (Electronic Stability program), koji obuhvaća kontrolu proklizavanja (ASR) te kontrolu stabilnosti (CDS) posljednje generacije dostupan je kroz dodatnu opremu ili u seriji u svim verzijama.
Proširenje traga kotača omogućava bolje držanje karoserije i stabilnost u raznim dinamičkim situacijama. Električni servo upravljač tipa karakteristikama se prilagođava različitim uvjetima i omogućava dobar osjećaj u vožnji, kako u gradskoj vožnji, tako i na otvorenom. 
Model raspolaže gamom od tri benzinska (1,4/75 KS, 1.4/90 KS i 1.6/110 KS) te tri dizel HDi motora (1.4/68 KS, 1.6/90 KS, 1.6/110 KS), poznatom iz modela 206. 
- Interijer
- Cabriolet CC
- Sportska verzija RC
- Peugeot 207 RCup
- Studija SW Outdoor

## Vanjske poveznice
- Peugeot 207
- Peugeot Hrvatska